# Cœur de pirate
Беатріс Мартан (народилася 22 вересня 1989 року), відоміша під сценічним ім'ям Cœur de pirate (фр. Серце пірата) — канадська співачка, авторка та виконавиця пісень. 
Вибір назви Беатріс пояснила тим, що з самого початку прагнула з'явитися на музичній сцені не як окремий музикант, а ідентифікувати єдність колективу (інтерв'ю на французькому телеканалі France 2).

## Кар'єра
Грати на фортепіано Беатріс розпочала у віці трьох років, а вже у п'ятнадцять вона приєдналась до пост-хардкор гурту December Strikes First, учасником якого був її друг Франсіс, саме йому була присвячена одна з пісень дебютного альбому гурту. Після короткого перебування клавішницею гурту Bonjour Brumaire Беатріс випускає свій перший альбом під назвою Coeur De Pirate на лейблі Grosse Boîte (2008 р.). Згодом цей альбом був номінований на звання Найкращого франкомовного альбому 2009 року за версією Juno Awards.
У лютому 2009 виконавиця привернула увагу мас-медіа, коли Франсіс Вашон, фотограф із Квебеку, використав її пісню «Ensemble» як саундтрек до відео викладеного на YouTube, де його маленький син грається іграшками. Фрагмент був продемонстрований на телешоу Good Morning America.
У березні 2009 року, паралельно із основною діяльністю, Мартін започаткувала англомовний проєкт Pearls, але надалі робота над ним була припинена.
У 2009 Cœur de pirate здобули нагороду Бакі («Bucky») від CBC Radio 3, яку присуджують за результатами голосування слухачів. Пісня «Comme Des Enfants» здобула нагороду в номінації «Найкраща причина вивчати французьку».
У березні 2010 року Cœur de pirate здобула перемогу у номінації найкраща оригінальна пісня за композицію «Comme des enfants» від Віктуар- де-ля-Мюзік (« Victoires de la Musique»), франзуцького еквівалента премії Ґреммі.
До 2010 року співачка виконувала пісні виключно французькою мовою. У 2010 спільно з канадським гуртом Bedouin Soundclash вона записала пісню «Brutal Hearts» для їхнього альбому «Light the Horizon!» (це була її перша англомовна пісня). Того ж року Беатріс презентувала нову пісню «La Reine» в ефірі радіопередачі CBC Radio 2's Great Canadian Song Quest. 15 лютого 2011 Мартін, вокаліст гурту Bedouin Soundclash Джей Малиновскі та ще декілька учасників американського рок-колективу The Bronx в результаті співпраці представили спільний проєкт під назвою Armistice, що записав п'ять пісень.
27 березня 2011 на сторінці Cœur de pirate у Facebook повідомила про повернення до студії для роботи над другим студійним альбомом. 12 вересня Беатріс підтвердила дату релізу нового альбому Blonde — 7 листопада 2011 року. Платівка вийшла на цифровому та жорсткому носіях.

## Співпраця з іншими виконавцями
Cœur de pirate та французький співак, переможець телешоу Nouvelle Star, Жульєн Доре виконали хіт Ріанни «Umbrella» на одному із концертів. Надалі їхня співпраця продовжилася записом у 2009 нової версії пісні «Pour un infidèle». На цю пісню було зняте відео, стилізоване під 60-ті, у якому Жульєн та Беатріс з'явилися в образі зіркової пари.
У 2010 Cœur de pirate долучилась до запису композиції «Brutal Hearts» із альбому Light the Horizon гурту Bedouin Soundclash. Згодом фронтмен гурту Джей Малиновські та Coeur de Pirate створили гурт Armistice, який випустив однойменний п'яти-трековий альбом 11 лютого 2011 року.
Також вона співпрацювала із канадським співаком та композитором Пітер Пітер під час запису пісні «Tergiverse» із його дебютного альбому під назвою Peter Peter.
Coeur de pirate співпрацювала із гуртом Simple Plan для запису вокалу демо-версії пісні Jet Lag. Та остаточний варіант був скорочений та записаний з іншою вокалісткою.

## Участь у рекламних кампаніях
У 2009 році вона співпрацювала з Coca-Cola, спонсором Зимових Олімпійських ігор у Ванкувері, для запису пісні Open Happiness (Ouvre du bonheur), для всеканадської рекламної кампанії.
У 2011 році вона записала власну версію пісні Бадді Холлі Everyday для рекламної кампанії Activia.

## Особисте життя
29 лютого 2012, Беатріс сповістила на сторінці у Facebook, що наприкінці літа вона та її коханий Алекс чекають на появу дитини. Вона додала, що буде продовжувати концертну діяльність до липня 2012 року. Пара побралася у липні того ж року.
На своїй сторінці у Facebook Беатріс зазначила наступне: «J'ai le bonheur de vous annoncer que moi et mon amoureux Alex attendons un enfant pour la fin de l'été. Ceci étant dit, je continue mes concerts jusqu'en juillet» (Я з радістю повідомляю Вас, що я та мій коханий Алекс очікуємо на дитину наприкінці літа. Як було вже сказано, я продовжу давати концерти до липня).
4 вересня 2012 року у Беатріс Мартан та її чоловіка народилася дівчинка.
16 червня 2016 року в статті для журналу «Vice» Мартан зізналася у своїй належності до ЛГБТ у відповідь на стрілянину в Pulse, гей-клубі в Орландо.

## Дискографія

### Альбоми
| Рік  | Альбом         | Найвища позиція у чартах | Найвища позиція у чартах | Найвища позиція у чартах | Найвища позиція у чартах | Найвища позиція у чартах |
| Рік  | Альбом         | FR                       | BEL (WA)                 | SWI                      | GER                      | AUS                      |
| ---- | -------------- | ------------------------ | ------------------------ | ------------------------ | ------------------------ | ------------------------ |
| 2008 | Cœur de pirate | 2                        | 4                        | 35                       | -                        | -                        |
| 2011 | Blonde         | 5                        | 2                        | 25                       | 52                       | 62.                      |
| 2014 | Trauma         |                          |                          |                          |                          |                          |

### Сингли
| Рік  | Сингл             | Найвища позиція у чартах | Найвища позиція у чартах | Найвища позиція у чартах | Найвища позиція у чартах |
| Рік  | Сингл             | FR                       | BEL (WA)                 | SWI                      |                          |
| ---- | ----------------- | ------------------------ | ------------------------ | ------------------------ | ------------------------ |
| 2009 | Comme Des Enfants | 4                        | 2                        | 62.                      |                          |
| 2010 | Pour un infidèle  | 1                        | 8                        | 43.                      |                          |
| 2010 | Ensemble          | -                        | 40                       | -                        |                          |
| 2011 | Adieu             | 26                       | 9                        | -                        |                          |
| 2012 | Golden Baby       | 94.                      | -                        | -                        |                          |